# 奥真也
奥 真也（おく しんや、本名同じ、1962年（昭和37年）6月19日 - ）は、日本の著作家、医師、医学博士、経営学修士（MBA）。
元埼玉医科大学総合医療センター放射線科客員教授。

## 人物
大阪府生まれ。大阪府立北野高等学校を卒業後、数学者を目指して東京大学理科一類に進学。大学入学後、医学に魅力を感じたため再受験し東京大学理科三類に入学。
1988年東京大学医学部医学科卒業。英レスター大学経営大学院修了。専門は、医療未来学、放射線医学、核医学、医療情報学。
東京大学医学部附属病院放射線科に入局後、フランス国立医学研究所(INSERM)に留学。東京大学医学部附属病院22世紀医療センター健診情報学講座准教授、埼玉医科大学総合医療センター放射線科准教授、会津大学先端情報科学研究センター教授などを務め、現在は埼玉医科大学総合医療センター客員教授。
東大時代は特定健診制度の制度設計にも携わる。その後、ビジネスに転じ、製薬会社、薬事コンサルティング会社、医療機器メーカーに勤務。創薬、医療機器、医療制度、新規医療ビジネス等に造詣が深い。

## 著作活動
- 東洋経済　https://toyokeizai.net/list/author/奥_真也

## 著書
- 『放射線を超えて』SCICUS出版　2012年
- 『Die革命』　大和書房 2019年
- 『未来の医療年表』講談社現代新書　2020年
- 『「生存格差」時代を勝ち抜く 世界最先端の健康戦略』KADOKAWA　2020年